# Graziano Gasparre
Graziano Gasparre (* 27. Juni 1978 in Codogno) ist ein ehemaliger italienischer Radrennfahrer.
Graziano Gasparre wurde im Jahr 2000 Europameister im Straßenrennen der U23-Klasse. Außerdem gewann er jeweils die Gesamtwertung des Giro delle Regioni und der Ronde de l'Isard d'Ariège. 2001 wurde er Profi bei Mapei-Quick Step, wo er eine Etappe der Tour de l’Avenir gewann. Im nächsten Jahr war er auf einem Teilstück des Circuit des Mines erfolgreich. 2003 wechselte Gasparre zu De Nardi, wo er am Giro d’Italia teilnahm und fünfmal unter die besten Zehn einer Etappe kam. In der Saison 2004 gewann er eine Etappe bei der Settimana Internazionale. Von 2006 bis 2009 fuhr Gasparre für das polnische Continental Team Amore & Vita-McDonald’s. In seinem ersten Jahr dort gewann er ein Teilstück der Settimana Ciclistica Lombarda und wurde Dritter der Gesamtwertung.
Im November 2012 musste sich Gasparre einer Tumoroperation unterziehen. Er soll diese Erkrankung gegenüber seinem ehemaligen Sportlichen Leiter beim Team Amore e Vita, Ivano Fanini, auf Dopinggebrauch während seiner Karriere als Radsportler zurückgeführt haben.

## Erfolge
2000
- Europameister – Straßenrennen (U23)
- Giro delle Regioni
- Ronde de l’Isard d’Ariège

2001
- eine Etappe Tour de l’Avenir

2002
- eine Etappe Circuit des Mines

2004
- eine Etappe Settimana Internazionale Coppi-Bartali

2006
- eine Etappe Settimana Ciclistica Lombarda

## Teams
- 2000 Polti (Stagiaire)
- 2001 Mapei-Quick Step
- 2002 Mapei-Quick Step
- 2003 De Nardi-Colpack
- 2004 De Nardi

- 2006 Amore & Vita-McDonald’s
- 2007 Amore & Vita-McDonald’s
- 2008 Amore & Vita-McDonald’s
- 2009 Amore & Vita-McDonald’s (bis 30.06.)